# Opération Thunderbolt
Pour plus de détails, voir Fiche technique et Distribution.
Opération Thunderbolt (מבצע יונתן, Mivtsa Yonathan) est un film israélien réalisé par Menahem Golan, sorti en 1977. Le film fut nommé à l'Oscar du meilleur film en langue étrangère.

## Synopsis
Le film présente le récit de la prise d'otages à Entebbe par des terroristes et de leur libération par l'armée israélienne. À la suite du détournement d'un avion d'Air France vers l'Ouganda par des terroristes palestiniens, l'armée Israélienne met au point une opération commando afin de libérer les otages. Les forces Israéliennes atterrissent en pleine nuit sur l’aéroport d'Entebbe et libérent les otages en éliminant les terroristes soutenus par l'armée ougandaise. Le chef de l’opération (Yonathan Nethanyaou, frère de Benyamin Netanyahou) est tué lors de l'opération. Ce film lui est dédié.

## Fiche technique
- Titre : Opération Thunderbolt (ou plus rarement Mission Yonathan)
- Titre original : Mivtsa Yonathan
- Réalisation : Menahem Golan
- Histoire vraie
- Production : Yoram Globus, Menahem Golan, Irving H. Levin et Rony Yacov
- Musique : Dov Seltzer (en)
- Photo : Adam Greenberg
- Pays d'origine : Israël
- Format : Couleurs
- Genre : Action, histoire, drame
- Durée : 124 minutes
- Date de sortie :  1977

## Distribution
- Yehoram Gaon (VF : Alain Dorval) : Colonel Yonatan Netanyahou
- Gila Almagor : Nurit Aviv
- Assi Dayan (VF : François Leccia) : Shuki
- Klaus Kinski (VF : Marc de Georgi) : Wilfried Böse
- Sybil Danning (VF : Maïk Darah) :  Halima
- Arik Lavie (en) : Général Dan Shomron
- Shaike Ophir (en) : Gadi Arnon
- Reuven Bar-Yotam (he) : Shlomo Bar David
- Mark Heath : Idi Amin Dada